# Melchnau
Melchnau (gsw. Mäuchnou) – gmina (niem. Einwohnergemeinde) w Szwajcarii, w kantonie Berno, w regionie administracyjnym Emmental-Oberaargau, w okręgu Oberaargau.

## Demografia
W Melchnau mieszka 1 488 osób. W 2020 roku 13,4% populacji gminy stanowiły osoby urodzone poza Szwajcarią.